# Lista de filmes com temática LGBT de 1990
Esta é uma lista de filmes que contém personagens e/ou temática lésbica, gay, bissexual, ou transgênera lançados em 1990.
| Título                                                                                  | Diretor                                         | País                      | Gênero                          | Elenco | Anotações |
| --------------------------------------------------------------------------------------- | ----------------------------------------------- | ------------------------- | ------------------------------- | --- | --- |
| 102 Boulevard Haussmann                                                                 | Udayan Prasad                                   | Reino Unido               | Biográfico, Drama               | Alan Bates, Janet McTeer, Jonathan Coy, Gillian Martell, Paul Rhys, Philip McGough, Philip Rham, Peter Geeves                        | Em 1916, o recluso autor Marcel Proust contrata um quarteto de músico e faz amizade com um deles, um ex-soldado ferido                             |
| 3-4 x jûgatsu (3－4 x 10月)                                                             | Takeshi Kitano                                  | Japão                     | Comédia, Drama                  | Yūrei Yanagi, Yuriko Ishida, Takeshi Kitano, Gadarukanaru Taka, Dankan, Makoto Ashikawa, Hisashi Igawa                               | Um jogador de basebol se encrenca com a Yakuza e vai a Okinawa comprar uma arma para se defender                                                   |
| After                                                                                   | Eytan Fox                                       | Israel                    | Curta, Drama                    | Gil Frank, Hanoch Re'im, Tzofit Elyashiv                                                                                             | Um jovem soldado vê seu tenente em um encontro sexual em um parque público                                                                         |
| After Dark, My Sweet                                                                    | James Foley                                     | EUA                       | Crime, Mistério, Drama          | Jason Patric, Rocky Giordani, Rachel Ward, Bruce Dern, Tom Wagner, James E. Bowen Jr., George Dickerson                              | trad. Dominados Pelo Desejo |
| Die Aids-Trilogie: Feuer unterm Arsch - Vom Leben und Sterben schwuler Männer in Berlin | Rosa von Praunheim                              | Alemanha                  | Documentário                    | Bev Stroganov, Rosa von Praunheim, Phil Zwickler                                                                                     | Terceiro filme da trilogia sobre a AIDS de von Praunheim, mostra a situação agravada da crise da doença em Berlim                                  |
| Die Aids-Trilogie: Positiv - Die Antwort Schwuler Männer in New York auf Aids           | Rosa von Praunheim                              | Alemanha                  | Documentário                    | Phil Zwickler, Larry Kramer, Michael Callen, Peter Staley, Gary Eller, Diamanda Galás, Jay Corcoran, John Finch                      | Segundo filme da trilogia sobre a AIDS de von Praunheim, segue a resposta da comunidade LGBT de Nova Iorque contra a doença                        |
| Die Aids-Trilogie: Schweigen = Tod - Künstler In New York Kämpfen Gegen Aids            | Rosa von Praunheim                              | Alemanha                  | Documentário                    | Bern Boyle, Emilio Cubeiro, Rafael Gamba, Allen Ginsberg, Keith Haring, Peter Kunz, Don Moffet, David Wojnarowicz                    | Primeiro filme da trilogia sobre a AIDS de von Praunheim, mostra ativistas e vítimas da doença lidando com a ignorância e hostilidade da sociedade |
| Andre's Mother                                                                          | Deborah Reinisch                                | EUA                       | Drama                           | Richard Thomas, Sada Thompson, Sylvia Sidney, Richard Venture, Haviland Morris, Conan McCarty                                        | Um jovem escritor tenta fazer amizade com a mãe intolerante de seu namorado                                                                        |
| Archangel                                                                               | Guy Maddin                                      | Canadá                    | Comédia, Drama, Guerra, Romance | Michael Gottli, David Falkenburg, Michael O'Sullivan, Margaret Anne MacLeod, Ari Cohen, Sarah Neville                                | Surrealista, mostra um grupo de pessoas completamente diferentes se reunindo no Ártico russo no auge da revolução e da Primeira Guerra             |
| Aventure de Catherine C                                                                 | Pierre Beuchot                                  | França                    | Drama                           | Fanny Ardant, Hanna Schygulla, Robin Renucci, André Wilms, Michael Greiling, Christophe Neidhardt, Marianne Denicourt                | Uma atriz se apaixona porém logo termina com seu namorado e passa a morar com uma admiradora                                                       |
| Barrela: Escola de Crimes                                                               | Marco Antonio Cury                              | Brasil                    | Drama, Crime                    | Paulo César Peréio, Marcos Palmeira, Cláudio Mamberti, Chico Diaz, Cosme dos Santos, Roberto Bomtempo                                | Um jovem de classe média é preso e tem que dividir a cela com seis outros homens                                                                   |
| Barrio Chino                                                                            | Morando Morandini, Gherardo Morandini           | Itália                    | Documentário                    | Carmen de Mairena, Nino Spaghetti | Filmado antes, durante, e depois da transformação de Barcelona para as Olimpíadas de 1992                                                          |
| Beautiful Dreamers                                                                      | John Kent Harrison                              | Canadá                    | Drama, Histórico                | Colm Feore, Rip Torn, Wendel Meldrum, Sheila McCarthy, Colin Fox, David Gardner, Tom McCamus, Albert Schultz                         | O superintendente de um hospício conhece o poeta Walt Whitman, cuja sexualidade é em grande parte ignorada pelo filme                              |
| Bird on a Wire                                                                          | John Badham                                     | EUA                       | Policial, Comédia               | Mel Gibson, Goldie Hawn, David Carradine, Bill Duke, Stephen Tobolowsky                                                              | [ 14 ] |
| The Cage                                                                                | Rick Cluchey                                    | EUA                       | Drama                           | Rick Cluchey, Billy Hayes, Douglas Van Leuven, Stefan Kalinka, Randal Johnson, Leslie Henderson                                      | Presidiários criam e atuam em um julgamento falso de um assassino                                                                                  |
| Caged Fury                                                                              | Bill Milling                                    | EUA                       | Ação, Erótico                   | Erik Estrada, Richard Barathy, Roxanna Michaels, Paul L. Smith, James Hong, Gregory Scott Cummins                                    | trad. Presídio em Fúria Descontentamento leva a uma tentativa de fuga de um grupo de presidiárias                                                  |
| The Company of Strangers                                                                | Cynthia Scott                                   | Canadá                    | Drama                           | Alice Diabo, Constance Garneau, Winifred Holden, Cissy Meddings, Beth Webber, Catherine Roche, Mary Meigs                            | Também conhecido como Strangers in Good Company Um ônibus de idosas fica encalhado em uma parte isolado do Canadá rural                            |
| Comrades in Arms                                                                        | Stuart Marshall                                 | Reino Unido               | Documentário, Guerra            | | Gays e lésbicas relembram suas vidas secretas enquanto serviam nas forças armadas britânicas durante a Segunda Guerra                              |
| Desire                                                                                  | Stuart Marshall                                 | Reino Unido               | Documentário, Guerra            | | Estuda a homossexualidade na Alemanha de 1910 até 1945                                                                                             |
| Drawing the Line: A Portrait of Keith Haring                                            | Elisabeth Aubert                                | EUA                       | Curta, Documentário             | Leo Castelli, Keith Haring, Dennis Hopper                                                                                            | Sobre o artista americano Keith Haring, filmado pouco antes de sua morte                                                                           |
| Dry Kisses Only                                                                         | Kaucyila Brooke, Jane Cottis                    | EUA                       | Experimental                    | Lesbian on the Street, Lady Manilla Lively                                                                                           | Explora o subtexto lésbicos de filmes clássicos |
| An Empty Bed                                                                            | Mark Gasper                                     | EUA                       | Drama                           | Chandra Anderson, Lenore Andriel, Sabrina Artel, Debbon Ayer, Harriet Bass, Dana Bate                                                | Um homem gay de sessenta anos relembra seu passado, suas decisões                                                                                  |
| Europa Europa                                                                           | Agnieszka Holland                               | Alemanha, França, Polônia | Guerra, Drama                   | Marco Hofschneider, Julie Delpy, Hanns Zischler, René Hofschneider, Piotr Kozlowski, André Wilms, Robert Kellerman, Ashley Wanninger | Baseado na autobiografia I Was Hitler Youth Salomon de Solomon Perel, um sobrevivente do Holocausto                                                |
| Ferdinando, uomo d'amore                                                                | Memè Perlini                                    | Itália                    | Drama, Romance, Erótico         | Alessandra Acciai, Ida Di Benedetto, Marco Leonardi, Memè Perlini                                                                    | Uma baronesa, sua prima pobre, e um padre lutam pela afeição do sobrinho recém-chegado da primeira                                                 |
| La Fête des pères                                                                       | Joy Fleury                                      | França                    | Comédia                         | Thierry Lhermitte, Alain Souchon, Gunilla Karlzen, Rémi Martin, Micheline Presle, Jean-Louis Foulquier                               | Um casal gay contrata uma barriga de aluguel, mas ela só aceita se o processo for feito por meios 'naturais'                                       |
| Final Solutions                                                                         | Jerry Tartaglia                                 | EUA                       | Curta                           | | Examina como a cultura televisiva trata o sensacionalismo da AIDS como um produto                                                                  |
| A Fire in My Belly                                                                      | David Wojnarowicz                               | EUA                       | Curta                           | | Mostra as diferenças entre identidades sexuais na era moderna Sua versão completa foi censurada                                                    |
| The Garden                                                                              | Derek Jarman                                    | Reino Unido, Alemanha     | Drama                           | Tilda Swinton, Johnny Mills, Philip MacDonald, Pete Lee-Wilson, Spencer Leigh, Jody Graber, Roger Cook, Kevin Collins                | trad. O Jardim Focado na homossexualidade e o cristianismo                                                                                         |
| Die Geschichte der Dienerin                                                             | Volker Schlöndorff                              | Alemanha, EUA             | Ficção Científica, Drama        | Natasha Richardson, Faye Dunaway, Aidan Quinn, Elizabeth McGovern, Victoria Tennant, Robert Duvall                                   | Baseado em romance The Handmaid's Tale de Margaret Atwood                                                                                          |
| Henry & June                                                                            | Philip Kaufman                                  | EUA                       | Drama                           | Fred Ward, Uma Thurman, Maria de Medeiros, Richard E. Grant, Kevin Spacey, Jean-Philippe Ecoffey, Gary Oldman                        | Baseado no diário homônimo de Anaïs Nin |
| Les Héros sont Immortels                                                                | Alain Guiraudie                                 | França                    | Curta                           | Jean-Claude Fenet, Alain Guiraudie                                                                                                   | Na praça da igreja de uma vila em Aveyron, dois amigos esperam por um terceiro                                                                     |
| As Idades de Lulu                                                                       | Bigas Luna                                      | Espanha                   | Drama                           | Francesca Neri, Óscar Ladoire, María Barranco, Javier Bardem, Fernando Guillén Cuervo, Rosana Pastor, Juan Graell                    | Baseado no romance homônimo de Almudena Grandes |
| Jollies                                                                                 | Sadie Benning                                   | EUA                       | Curta                           | | Segue uma adolescente lésbica em Milwaukee |
| The Krays                                                                               | Peter Medak                                     | Reino Unido               | Biográfico, Crime, Drama        | Gary Kemp, Martin Kemp, Billie Whitelaw, Tom Bell, Susan Fleetwood, Charlotte Cornwell, Kate Hardie                                  | trad. Os Implacáveis Krays Sobre os irmãos Kray, faz poucas menções à sexualidade de Ronnie Kray                                                   |
| Krokodillen in Amsterdam                                                                | Annette Apon                                    | Países Baixos             | Comédia                         | Joan Nederlof, Yolanda Entius, Hans Hoes, Marcel Musters, Trudie Lute, Jaap ten Holt, Evert van der Meulen, Truus te Selle           | Exibido no festival de Filmes Gays e Lésbicos da Dinamarca de 1990                                                                                 |
| Lacenaire                                                                               | Francis Girod                                   | França                    | Biográfico, Drama               | Daniel Auteuil, Jean Poiret, Jacques Weber, Francois Perier, Genevieve Casile, Jean Davy                                             | Prestes a ser guilhotinado, o ladrão e assassino Pierre Lacenaire conta a história de sua vida para o inspetor da polícia                          |
| The Last Island                                                                         | Marleen Gorris                                  | Países Baixos             | Ficção Científica, Drama        | Paul Freeman, Shelagh McLeod, Patricia Hayes, Kenneth Colley, Mark Hembrow, Marc Berman, Ian Tracey                                  | Duas mulheres, cinco homens, e um cachorro ficam presos em uma ilha e tem que enfrentar seus preconceitos para sobreviverem                        |
| Men in Love                                                                             | Marc Huestis                                    | EUA                       | Romance, Drama                  | Doug Self, Joe Tolbe, Emerald Starr, Kutira Decosterd, Vincent Schwickert, James A. Taylor, Carlo Incerto                            | Depois da morte de seu parceiro, um homem planeja espalhar suas cinzas em Mauí, onde se apaixona por um jardineiro                                 |
| Merida Proscrita                                                                        | Enrique Novelo Cascante, Raúl Ferrera-Balanquet | México, EUA               | Curta                           | Enrique Novelo Cascante, Raúl Ferrera-Balanquet                                                                                      | Segue dois amantes e os problemas em seu relacionamento, causados pelos papéis impostos a eles pela sociedade                                      |
| Moon 44                                                                                 | Roland Emmerich                                 | Alemanha                  | Ficção Científica               | Michael Paré, Lisa Eichhorn, Dean Devlin, Brian Thompson, Malcolm McDowell, Leon Rippy, Jochen Nickel                                | . trad. Estação 44 - O Refúgio dos Exterminadores                                                                                                  |
| Murder by Numbers                                                                       | Paul Leder                                      | EUA                       | Crime, Suspense                 | Sam Behrens, Shari Belafonte, Ronee Blakley, Stanley Kamel, Jayne Meadows, Debra Stipe, Dick Sargent, Cleavon Little                 | trad. O Próximo Assassinato Um detetive particular é contatado pela ex-esposa da vítima para investigar a morte de um homem gay seropositivo       |
| Narziß und Echo                                                                         | Michael Brynntrup                               | Alemanha                  | Curta                           | Tima die Gottliche, Carsten Grunwald, Patricia Jung, Helge Musial, Ichgola Androgyn, Petra Nettelbeck                                | [ 40 ] |
| The Natural History of Parking Lots                                                     | Everett Lewis                                   | EUA                       | Drama                           | Charlie Bean, B. Wyatt, Eli Guralnick, Dean Cleverdon                                                                                | [ 41 ] |
| A Night on Mount Edna                                                                   | Alasdair Macmillan                              | Reino Unido               | Comédia                         | Barry Humphries, Mel Gibson, Charlton Heston, Robin Houston, Julio Iglesias, Gina Lollobrigida, Emily Perry                          | Um especial para a TV com a drag queen Dame Edna                                                                                                   |
| Night Out                                                                               | Lawrence Johnston                               | Austrália                 | Romance, Drama                  | Colin Batrouney, David Bonney, John Brumpton, Luke Elliot, Andrew Larkins, Tom Sherlock, Matthew Willis                              | Enquanto seu namorado viaja, um homem vai a um bar para encontrar um parceiro para a noite                                                         |
| Nocturne                                                                                | Joy Chamberlain                                 | Reino Unido               | Drama                           | Lisa Eichhorn, Caroline Paterson | Depois de retornar a sua cidade natal para o enterro da mãe, uma mulher abriga um casal de mochileiras                                             |
| Paris Is Burning                                                                        | Jennie Livingston                               | EUA                       | Documentário                    | Dorian Corey, Pepper LaBeija, Venus Xtravaganza, Octavia St. Laurent, Willi Ninja, Angie Xtravaganza, Sol Pendavis                   | Segue a comunidade LGBT de Nova York na década de 80                                                                                               |
| Le Party                                                                                | Pierre Falardeau                                | Canadá                    | Drama                           | Charlotte Laurier, Julien Poulin, Gildor Roy                                                                                         | Vagamente baseado na vida presidiária de Francis Simard, um terrorista da Frente de Libertação de Quebec                                           |
| Pink Ulysses                                                                            | Eric De Kuyper                                  | Bélgica                   | Experimental                    | Jose Teunissen, Jos Ijland, Dolf Wilens, Erik de Bruyn, Daan Jansen, Margie Smit                                                     | Uma versão homossexual (mais do que o original) da Odisseia                                                                                        |
| Ragazzi Fuori                                                                           | Marco Risi                                      | Itália                    | Drama                           | Francesco Benigno, Alessandra Di Sanzo, Roberto Mariano, Maurizio Prollo, Alfredo Li Bassi, Salvatore Termini                        | trad. Garotos de Rua |
| Le Récit d'A.                                                                           | Esther Valiquette                               | Canadá                    | Curta                           | Andrew Small | Uma autobiografia de uma mulher seropositiva disfarçada como uma entrevista com um homem gay                                                       |
| Red Hot + Blue                                                                          | Vários                                          | EUA                       | Documentário, Musical           | Tom Waits, Afrika Bambaataa, Jean Paul Gaultier, David Byrne, Neneh Cherry, Debbie Harry, Iggy Pop, Bono                             | Músicos contemporâneos reinterpretam várias músicas de Cole Porter                                                                                 |
| Ren zai Niu Yue (人在紐約)                                                              | Stanley Kwan                                    | Hong Kong, EUA            | Drama                           | Maggie Cheung, Sylvia Chang, Siqin Gaowa                                                                                             | Três mulheres chinesas de origens diferentes fazem amizade em meio a desolação social de Nova York                                                 |
| Resident Alien                                                                          | Jonathan Nossiter                               | EUA                       | Documentário                    | Quentin Crisp, Sting, John Hurt, Holly Woodlawn, Fran Lebowitz, Michael Musto                                                        | Segue a vida em Nova York do escritor Quentin Crisp                                                                                                |
| Rock Hudson                                                                             | John Nicolella                                  | EUA                       | Drama                           | Thomas Ian Griffith, Daphne Ashbrook, William R. Moses, Andrew Robinson, Thom Mathews, Michael Ensign, Diane Ladd, Joycelyn O'Brien  | Telefilme sobre o ator Rock Hudson, baseado no romance autobiográfico Meu Marido, Rock Hudson de Phyllis Gates                                     |
| Die Rückkehr                                                                            | Margarethe von Trotta                           | Alemanha, Itália          | Drama                           | Barbara Sukowa, Stefania Sandrelli, Sami Frey, Jan Biczycki, Alexandre Mnouchkine, Jacques Sernas                                    | Quando o namorado a deixa por sua melhor amiga, uma mulher foge para a África                                                                      |
| Sakura no sono (櫻の園)                                                                 | Shun Nakahara                                   | Japão                     | Drama                           | Hiroko Nakajima, Miho Tsumiki, Yasuyo Shirashima, Miho Miyazawa, Chigusa Abe, Junko Asanuma                                          | Em uma escola apenas para meninas, um grupo de alunas se prepara para uma performance de O Jardim das Cerejeiras de Anton Tchekhov                 |
| The Salt Mines                                                                          | Susana Aikin, Carlos Aparicio                   | EUA                       | Documentário                    | | Focado em três mulheres trans latinas sem-teto em Manhattan que se prostituem para manter seu vício em drogas                                      |
| Sechs wie Pech und Schwefel                                                             | Kremfresch                                      | Alemanha                  | Documentário, Comédia           | Superwoman, The Slut, Sugarpuss, Madam Doctor, Marilyn, The Captain                                                                  | Sobre o grupo de dança Kremfresch, composto por lésbicas de Hamburgo                                                                               |
| Singapore Sling                                                                         | Nikos Nikolaidis                                | Grécia                    | Terror, Experimental            | Meredyth Herold, Panos Thanassoulis, Michele Valley                                                                                  | Um homem procurando sua amante desaparecida é raptado pelas assassinas dela                                                                        |
| Sink or Swim                                                                            | Su Friedrich                                    | EUA                       | Documentário                    | Jessica Meyerson | Um compilado de 26 curtas onde uma garota descreve momentos de sua infância que a moldaram                                                         |
| Spelen of Sterven                                                                       | Frank Krom                                      | Países Baixos             | Drama                           | Geert Hunaerts, Tjebbo Gerritsma, Simon Gribling, Joost Hienen, Cock van der Lee, Diane Lensink                                      | trad. Jogar ou Morrer Um jovem abusado por seus colegas de turma descobre sua homossexualidade, o que piora sua situação                           |
| Die Statik der Eselsbruecken                                                            | Michael Brynntrup                               | Alemanha                  | Curta                           | | [ 60 ] |
| Steam Clean                                                                             | Richard Fung                                    | Canadá                    | Curta, Erótico                  | | Um curta de re-educação sexual onde um casal gay interracial tem um encontro sexual seguro                                                         |
| Sto dney do prikaza                                                                     | Hussein Erkenov                                 | União Soviética           | Drama                           | Vladimir Zamansky, Armen Dzhigarkhanyan, Oleg Vasilkov, Roman Grekov, Valeri Troshin, Aleksandr Chislov, Mikhail Solomatin           | Mostra as condições de vida de recrutas do exército soviético                                                                                      |
| Sveto mesto                                                                             | Đorđe Kadijević                                 | Iugoslávia (Sérvia)       | Terror, Drama                   | Dragan Jovanović, Branka Pujić, Aleksandar Berček, Mira Banjac, Danilo Lazović, Predrag Miletić, Maja Sabljić                        | [ 63 ] |
| Superstar: The Life and Times of Andy Warhol                                            | Chuck Workman                                   | EUA                       | Documentário                    | Joan Agajanian Quinn, Jean-Michel Basquiat, Irving Blum, Stephen Bruce, Leo Castelli, Bob Colacello, John Coplans                    | trad. Vida e Morte de Andy Warhol (Superstar) Um retrato do artista Andy Warhol                                                                    |
| Tangga and Chos: Beauty Secret Agents                                                   | Tony Y. Reyes                                   | Filipinas                 | Ação, Comédia                   | Joey de Leon, Jon Santos, Eddie Garcia, Keempee de Leon, Maita Soriano, Beverly Vergel                                               | [ 65 ] |
| Too Close for Comfort                                                                   | Peg Campbell                                    | Canadá                    | Curta, Docudrama                | Stephen Fanning, Peter Stebbings | Criado como um filme educacional sobre o HIV/AIDS                                                                                                  |
| Too Much Sun                                                                            | Robert Downey, Sr.                              | EUA                       | Comédia                         | Allan Arbus, Robert Downey Jr., Howard Duff, Laura Ernst, Lara Harris, Jim Haynie, James Hong, John Idle, Eric Idle                  | |
| Trojans                                                                                 | Constantine Giannaris                           | Reino Unido               | Curta                           | Alexis Bistikas, Rupert Cole, Harry Donnison, Cyril Epstein, Yannis Giannaris, Kevin Graal, Mark Hammond                             | Sobre a vida do poeta grego Konstantínos Kaváfis                                                                                                   |
| The Troublemakers                                                                       | G.B. Jones                                      | Canadá                    | Curta                           | Caroline Azar, Cizzy Che, Mark Freitas, David Gravelle, G.B. Jones, Bruce La Bruce                                                   | [ 68 ] |
| Where the Heart Is                                                                      | John Boorman                                    | EUA                       | Comédia Romântica, Drama        | Dabney Coleman, Uma Thurman, Joanna Cassidy, Crispin Glover, Suzy Amis, Christopher Plummer                                          | |
| Who Killed Cock Robin                                                                   | David Stuart                                    | EUA                       | Policial                        | Matthew McQueen, Jeff Wesland, Larry Maraviglia, Kevin Glover                                                                        | Um policial gay investiga uma série de assassinatos de atores pornô Não listado no IMDb                                                            |
| Without You I’m Nothing                                                                 | John Boskovich                                  | EUA                       | Musical, Comédia                | Sandra Bernhard, Steve Antin, John Doe, Lu Leonard                                                                                   | Uma versão de estúdio do show da Broadway homônimo de Bernhard                                                                                     |
| Yāonǚ dòu shīgōng (妖女斗师公)                                                          | Ma Shaowei                                      | China, Hong Kong          | Terror, Ação, Comédia           | Liu Shaojun, Wu Ma, Gu Feng, Fang Zhongxin, Du Guihua, Hong Feng, Bai Yuchen, Zhang Guoqiang                                         | [ 72 ] |
| Yo, la peor de todas                                                                    | María Luisa Bemberg                             | Argentina                 | Biográfico, Drama               | Assumpta Serna, Dominique Sanda, Héctor Alterio, Lautaro Murúa                                                                       | Baseado no romance Sor Juana Inés de la Cruz o las trampas de la fe, de Octavio Paz, narra os últimos anos da titular freira                       |
| Zhi fen shuang xiong (脂粉雙雄)                                                         | Sammo Hung                                      | Hong Kong                 | Ação, Comédia                   | Sammo Hung, Alan Tam, Joan Tong Lai-Kau, Jaclyn Chu Wai-San, Yam Wai-Hung, Andrew Lam, Chung Fat                                     | trad. Território Sangrento Dois policiais fingem ser um casal para investigar assassinatos de homossexuais                                         |